# Accident ferroviaire d'Argenton-sur-Creuse
L’accident ferroviaire d'Argenton-sur-Creuse est une catastrophe s'étant produite le 31 août 1985, près de la gare d'Argenton-sur-Creuse, dans le département français de l'Indre, sur la ligne des Aubrais - Orléans à Montauban-Ville-Bourbon. Le déraillement d'un train de voyageurs en excès de vitesse sur une zone en travaux, et sa collision avec un train postal, causent la mort de 43 personnes.

## Déroulement
À 0 h 8, un train de nuit remorqué par la BB 7248 reliant Paris-Austerlitz à Portbou déraille peu après la gare, du fait d'une vitesse excessive. Alors que la vitesse est limitée à 40 km/h pour travaux sur la voie, le convoi passe à environ 100 km/h, tandis que le freinage d'urgence se déclenche entraînant un déraillement de dix des voitures du train, notamment deux voitures qui s'inclinent et donc engagent le gabarit de l'autre voie. Au même moment arrive un train postal en provenance de Brive-la-Gaillarde et à destination de Paris, dans l’autre sens ; la locomotive de ce dernier, qui ne peut freiner, s'encastre dans les deux voitures engageant le gabarit. 
Les premiers secours arrivent sur place à 0h14. De nombreux renforts des départements voisins sont sollicités. 250 sapeurs-pompiers sont mobilisés.
Le bilan de la catastrophe s'établit à 43 mortset 40 blessés. La cause est due à une superposition de signaux, ayant rendu très difficile la compréhension de la signalisation applicable par le conducteur.

## Enquête et jugement
Ce dernier est directement inculpé après l'enquête.
Mis en cause, le conducteur du train, déclaré coupable d'homicides et blessures involontaires, est condamné en juillet 1988 à un an de prison avec sursis, et 15 000 francs d'amende par le tribunal de grande instance de Châteauroux, alors que deux ans avec sursis avaient été requis. Les juges attribuent trois fautes au cheminot : celle de n'avoir pas pris connaissance de la fiche du dossier lui rappelant le parcours ; celle d'avoir négligé la fiche relative à la limitation temporaire de vitesse ; celle d'avoir maintenu son allure sur les lieux. Mais la responsabilité de la SNCF est également engagée, à savoir n'avoir pas dégagé suffisamment de temps pour préparer la prise de service du conducteur, et d'avoir mis en place une signalisation incohérente.

## Conséquences
La succession de trois accidents ferroviaires meurtriers durant l'été (Saint-Pierre-du-Vauvray, Flaujac et Argenton) précipite la chute du président de la SNCF, André Chadeau.